# Eckental
Eckental er en købstad (markt) i Landkreis Erlangen-Höchstadt i Regierungsbezirk Mittelfranken i den tyske delstat Bayern. Kommunen blev dannet ved en kommunalreform i 1972 ved en sammenlægning af flere tidligere selvstændige kommuner.

## Geografi
Eckental ligger ca. 20 kilometer nordøst for Nürnberg og omkring 20 kilometer øst for Erlangen. Eckental ligger i dalen til floden Schwabach.

### Nabokommuner
Kalchreuth (SW), Kleinsendelbach (NW), Igensdorf (N), Schnaittach (O), Lauf an der Pegnitz (S), Heroldsberg (S)

### Bydele, landsbyer og bebyggelser
(indbyggertal pr. 1. oktober 2006)
- Benzendorf med Illhof und Oedhof (i alt 193)
- Brand og Brandermühle (2.392)
- Eckenhaid med Marquardsburg og Eckenmühle (3.549)
- Eschenau (3.500)
- Forth / Büg (3.312)
- Frohnhof (296)
- Herpersdorf, Mausgesees und Ebach (i alt 815)
- Oberschöllenbach (906)
- Unterschöllenbach (155)

## Historie
Kommunen blev dannet ved en kommunalreform i 1972 ved en sammenlægning af de tidligere selvstændige købstæder Eschenau med Forth, Eckenhaid og flere mindre landsbyer, til købstaden (Marktgemeinde) Eckental.
- Wikimedia Commons har flere filer relateret til Eckental